# Steninonereis tecolutlensis
Steninonereis tecolutlensis är en ringmaskart som beskrevs av Léon-Gonzalez och Solis-Weiss 1997. Steninonereis tecolutlensis ingår i släktet Steninonereis och familjen Nereididae. Inga underarter finns listade i Catalogue of Life.